# Taxeotis endela
Taxeotis endela är en fjärilsart som beskrevs av Edward Meyrick 1890. Taxeotis endela ingår i släktet Taxeotis och familjen mätare. Inga underarter finns listade i Catalogue of Life.